# EBU Circuit 1997/98
Der EBU Circuit 1997/1998 war die elfte Auflage dieser europäischen Turnierserie im Badminton.

## Die Wertungsturniere
| Nr. | Turnier                              | Austragungsort    |
| --- | ------------------------------------ | ----------------- |
| 1   | Bulgarian International 1997         | Sofia             |
| 2   | Czech International 1997             | Most              |
| 3   | Slovak International 1997            | Nitra             |
| 4   | Slovenia International 1997          | Ljubljana         |
| 5   | Hungarian International 1997         | Budapest          |
| 6   | Norwegian International 1997         | Sandefjord        |
| 7   | Scottish Open 1997                   | Edinburgh         |
| 8   | Spanish International 1997           | Sevilla           |
| 9   | Welsh International 1997             | Cardiff           |
| 10  | Irish Open 1997                      | Dublin            |
| 11  | Portugal International 1998          | Caldas da Rainha  |
| 12  | La Chaux-de-Fonds International 1998 | La Chaux-de-Fonds |
| 13  | French Open 1998                     | Paris             |
| 14  | Amor International 1998              | Groningen         |
| 15  | Austrian International 1998          | St. Pölten        |